# رایان تدر
رایان تِدِر (انگلیسی: Ryan Tedder؛ زادهٔ ۲۶ ژوئن ۱۹۷۹) موسیقی‌دان و تهیه‌کنندهٔ اهل ایالات متحده آمریکا است. او بیشتر به عنوان خوانندهٔ اصلی گروه وان‌ریپابلیک شناخته می‌شود. تدر همچنین به عنوان آهنگساز و تهیه‌کننده با هنرمندان زیادی همکاری کرده‌است. یکی از موفقترین موسیقی‌های او در آلبوم مادری (Native) به اسم شمارش ستاره (counting Stars) هاست.